# Didio Juliano
Marco Didio Juliano (en latín Marcus Didius Iulianus; 29 de enero de 133 - 2 de junio de 193), a veces llamado como Juliano I, fue el segundo emperador romano del llamado año de los cinco emperadores. Su gobierno duró solo 66 días.
Tras la muerte de Pertinax, en el Imperio romano se asentó tal estado de anarquía que el trono imperial fue subastado al mejor postor por los pretorianos. Aunque muchos anteriores emperadores se habían garantizado su puesto sobornando a los integrantes de la Guardia Pretoriana, el proceso de subasta del trono de uno de los imperios más poderosos del mundo era tan escandaloso para sus contemporáneos que resultaba totalmente ofensivo.
Aunque Didio Juliano, el ganador de la subasta, era un respetado senador, fue asesinado apenas pasados los dos primeros meses de gobierno. A su muerte, el estado de guerra civil que experimentaba el imperio prosiguó hasta que un general, Septimio Severo, logró alzarse con el poder político.

## Biografía

### Infancia
Didio Juliano nació el 30 de enero de 133 en Mediolanum. Descendía de una de las familias más respetadas de la ciudad. Su madre, Emilia Clara, procedía de la ciudad africana de Hadrumentum y su padre, el jurista Publio Salvio Juliano, fue uno de los abogados más importantes durante el reinado del emperador Adriano. Fue criado por Domicia Lucila, madre del emperador Marco Aurelio

### Carrera política
Al igual que todos los romanos de su posición, Juliano trató de medrar en su carrera política, logrando ser nombrado pretor en el año 162. Gobernó sobre Mogontiacum (actual Maguncia) donde comandó la Legio XXI Rapax. En el año 170 fue nombrado gobernador de la provincia de Gallia Belgica por un periodo de cinco años.
Su defensa de un ataque germano procedente de la otra orilla del Elba le valió un consulado suffectus en 175. Entre los años 176 y 177 fue nombrado gobernador de la provincia de Iliria. En 178 gobernó Germania Inferior, y posteriormente regresó a Italia. Fue nombrado gobernador de Bitinia tras exiliarse en su ciudad natal durante un breve periodo al ser acusado de formar parte de la conspiración urdida a fin de derrocar a Cómodo. Posteriormente se trasladó a África, donde sirvió como procónsul. Designado procónsul de Asia, gobernó la provincia en dos fases (188-190) y (192-193)

### Reinado

#### Adquisición del trono

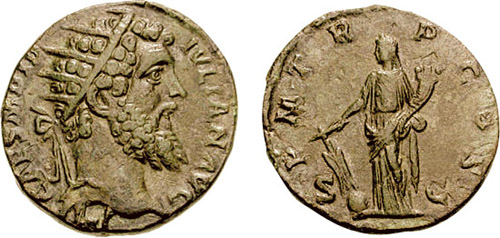
Dupondio de Didio Juliano.

Tras la muerte del emperador Pertinax, la Guardia Pretoriana subastó el trono imperial entre los hombres más ricos e influyentes de Roma, algo intolerable para la sociedad romana de la época. Didio Juliano se impuso a Tito Flavio Sulpiciano, suegro de Pertinax y por tanto peligroso para los pretorianos. El precio final por el trono se estipuló en 25 000 sestercios por soldado.
Tras la compra del trono, los pretorianos obligaron al Senado a nombrar nuevo emperador a Didio Juliano. La ira del pueblo aumentó cuando Didio Juliano comenzó a realizar promesas a largo plazo.
Trató de ganarse al ordo equester para su causa, y de calmar al pueblo mediante la supresión de varias medidas tomadas por Pertinax, si bien no concedió los honores debidos al anterior emperador por miedo a enajenarse a la facción militar. Otorgó tanto a su esposa Manlia Escantila como a su hija Didia Clara el título de Augusta. Las ediciones monetarias de su reinado, que muestran a su esposa y sus hijas, señalan su voluntad de crear una dinastía propia.
No obstante, desde su proclamación como emperador, Juliano encontró resistencia no sólo entre la plebe, sino también en el ejército. Tras unas semanas, tres gobernadores de provincia, Clodio Albino, Pescenio Níger y Septimio Severo se rebelaron al nuevo orden. El primero y el tercero de estos se unieron y marcharon juntos sobre Roma.
El levantamiento del ejército de Septimio Severo acantonado en Panonia, al que pronto se unieron las tropas desplegadas en los Balcanes y Germania comprendía 15 legiones veteranas y fuertemente armadas. Por su parte, a Pescenio Níger se le unieron las legiones acampadas en Siria y las tropas enviadas por el emperador arsácida Vologases V.

#### Defensa de Roma
Juliano respondió a la amenaza que se le presentaba fortificando Roma tan rápido como las fuerzas de que disponía le permitían. Por su parte, los rebeldes ya se encontraban en Rávena, donde capturaron gran parte de la flota romana. Es posible que Juliano empleara a los elefantes destinados a servir en el circo de la ciudad para defenderla.
Entonces cometió un gran error; envió una brigada integrada por pretorianos a realizar trabajos en las murallas de la ciudad. Los hombres que formaban este destacamento eran soldados de élite, que aprovecharon esta situación para escapar. Con esto Juliano perdía la confianza de la tropa y un buen número de soldados.

### Muerte
Septimio Severo proseguía su marcha sobre la capital del Imperio, haciendo que los senadores decidieran enviarle una delegación en la que le juraban lealtad. Muchos ciudadanos huyeron de la ciudad por miedo a lo que podía pasar. Desesperado, Juliano envió a su prefecto del pretorio a Septimio Severo a fin de que le solicitara compartir el trono de manera simultánea. No obstante, este mató al mensajero y envió un mensaje a los pretorianos diciéndoles que si le entregaban a los asesinos de Pertinax les garantizaría la impunidad, oferta que los pretorianos aceptaron.
El Senado se reunió y proclamó por unanimidad a Septimio Severo nuevo emperador del Imperio romano. Juliano permaneció en el Palacio Imperial, pero fue asesinado por órdenes del nuevo emperador. Según Dión Casio, sus últimas palabras fueron:

Pero, ¿qué he hecho mal? ¿A quién he matado?